# Щетинохвост
Щетинохвост, или Гривохвост (лат. Chaiturus), — монотипный род травянистых растений семейства Яснотковые (Lamiaceae). Включает единственный вид — Щетинохвост шандровый (Chaiturus marrubiastrum).

## Описание

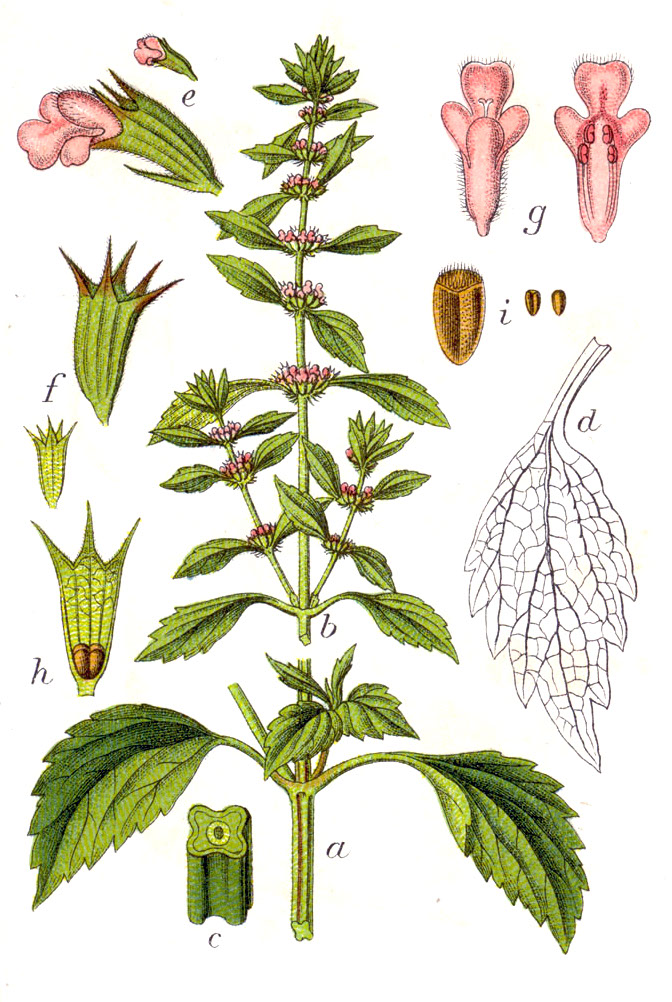

Двулетние, реже однолетние, травянистые серовато-зелёные растения, от 15 до 100 см высотой. Стебли прямостоячие, простые или в верхней части разветвлённые, густо опушённые короткими, прижатыми вниз волосками. Листья черешковые, цельные, яйцевидные, 2—5 см длиной и 1—3 см шириной, пильчато-зубчатые, нижние в основании закруглённые, сверху зелёные, голые или слабо опушённые, снизу серые, коротко прижато мягковолосистые; листья в соцветии ланцетные, с клиновидным основанием, цельнокрайние или с немногими зубчиками.
Цветки собраны в многоцветковые, расставленные ложные мутовки в пазухах прицветных листьев, образующие длинное, часто разветвлённое, общее конечное соцветие. Прицветнички остевидные или игловидные, жёсткие, колючие, коротко опушённые, равные по длине или чуть короче чашечки.
Чашечка трубчато-колокольчатая, 6—7 мм длиной, железистая и коротко прижато волосистая, с 10 жилками; зубцов 5, вдвое короче трубки, треугольные, равные, прямостоячие или слегка отогнутые, тонко шиловидно заострённые. Венчик светло-розовый, слегка превышает чашечку или равен ей, 6-7 мм длиной, двугубый, губы почти равные по величине: верхняя — яйцевидная, несколько вогнутая, цельнокрайная, сверху опушённая, нижняя — трёхлопастная, лопасти обратнояйцевидные (средняя слегка превышает боковые). Тычинок 4, почти равные, заключены в трубку венчика, равные по длине с расходящимися гнездами пыльников; столбик с 2 равными лопастями. Плоды — остро трёхгранные, чёрные орешки, 2—2,5 мм длиной, сверху закруглённые и опушённые.

## Синонимы вида
- Cardiaca marrubiastrum (L.) Schreb. (1771)
- Chaiturus leonuroides Willd. (1787), nom. superfl.typus[1]
- Chaiturus marrubifolius St.-Lag. (1889)
- Leonurus marrubiastrum L. (1753)basionym — Пустырник шандровый
- Leonurus marrubiastrum var. simplicissimus K.Koch (1844)
- Leonurus marrubifolius St.-Lag. (1880)
- Leonurus parviflorus Salisb. (1796), nom. illeg.